# Jerzy Ruszkowski
Jerzy Stanisław Ruszkowski (ur. 14 listopada 1887 w Widzowie k. Radomia, zm. 20 lipca 1934 w Piotrkowie Trybunalskim) – polski parazytolog. 
Studiował na Uniwersytecie Jagiellońskim, najpierw matematykę, potem biologię. Po rocznej przerwie podjął studia w Lozannie. Od 1913 roku w Polsce, gdzie uczył przyrodoznawstwa w Piotrkowie Trybunalskim (1913–1914), Ostrowcu Świętokrzyskim (1915–1918) i Radomiu (1918–1919). W latach 20. nauczał przyrody w I Gimnazjum Męskim Magistratu m. st. Warszawy. W 1930 roku habilitował się i został docentem na Uniwersytecie Warszawskim. Po śmierci Konstantego Janickiego przejął po nim prowadzenie wykładów i ćwiczeń. 
Na jego cześć Stunkard nazwał przywrę Unicaecum ruszkowskii.

## Publikacje
- Znajomość ssaków wśród dzieci. Przyczynek do psychologii dziecka. Wyd. Drukarnia Polska, Piotrków 1917[2]
- Pozazarodkowy rozwój przywry Hemistomum alatum Dies.[3]